# Cecilius Calvert

Escudo de armas de Cecillius Calvert, Barón de Baltimore

Cecilius Calvert, 2.º Barón de Baltimore o Lord Baltimore (8 de agosto de 1605 - 30 de noviembre de 1675), por lo general llamado Cecil, fue el colonizador inglés que fue el primer propietario de la Colonia de Maryland en América del Norte. Recibió la propiedad que inicialmente iba a ser entregada a su padre, George Calvert, el primer Lord Baltimore, quien falleció poco tiempo antes de que se le concedieran las tierras.

## Matrimonio y familia

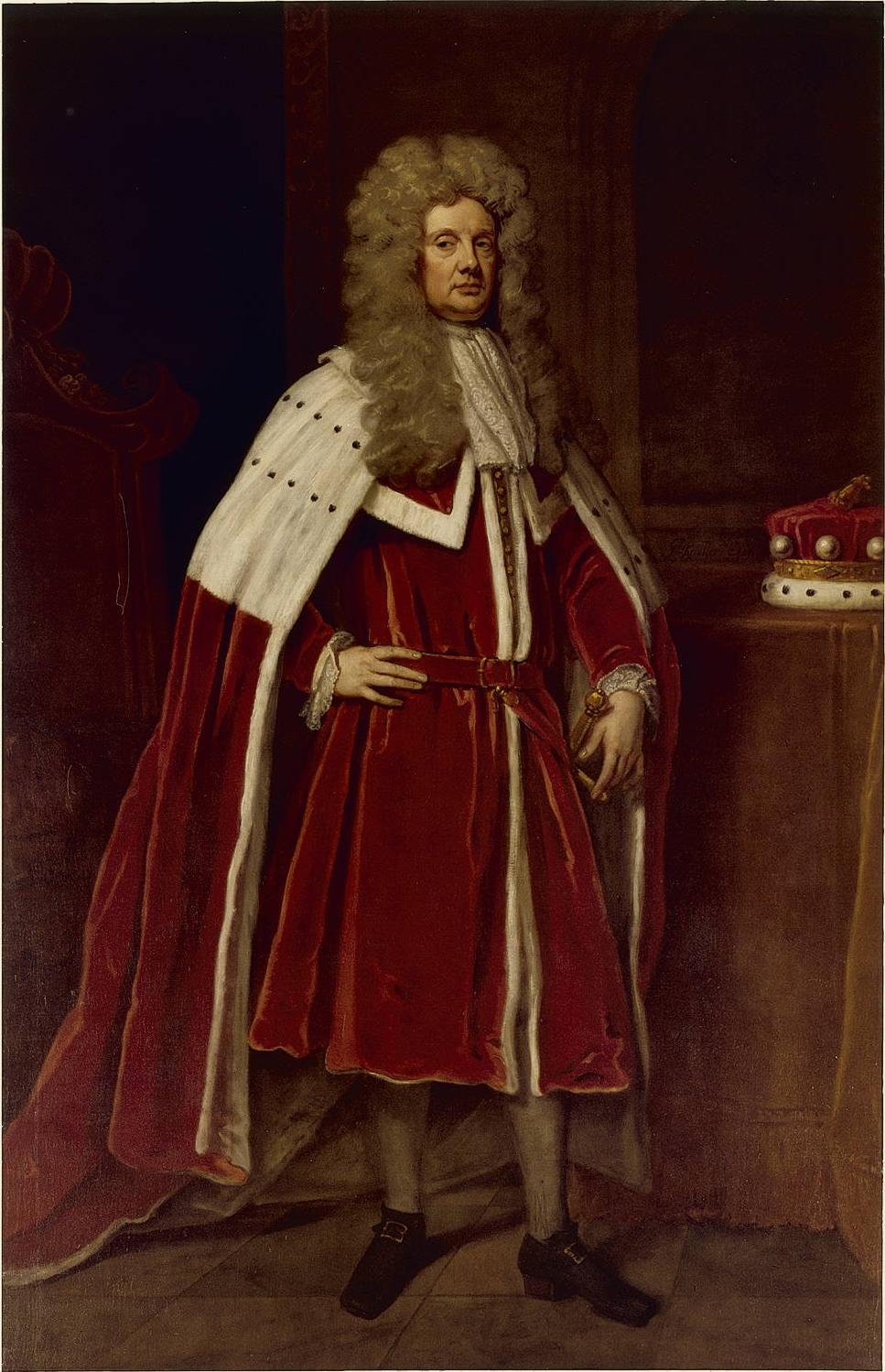
Hijo y heredero de Cecil, Charles, tercer barón de Baltimore.

Se casó con Anne Arundell, Reichsgräfin von Wardour, hija de Thomas Arundell, primer barón Arundell de Wardour, en 1627 o 1628. Tuvieron nueve hijos. De los nueve, solo tres, incluido Charles, tercer barón de Baltimore, sobrevivieron hasta la edad adulta. Más tarde, su nombre se convirtió en la inspiración para la denominación de uno de los primeros condados en ser "erigidos" (fundados), a saber, el condado de Anne Arundel, Maryland.
Cecil, segundo Lord Baltimore, murió en Middlesex, Inglaterra, el 30 de noviembre de 1675. Fue sucedido por su hijo y heredero, Charles